# Giorgio Anglesio
Giorgio Anglesio (né le 13 avril 1922 à Turin et mort le 24 juillet 2007 à Rocca Canavese) est un épéiste italien.

## Biographie
Giorgio Anglesio est sacré champion olympique en épée par équipe en 1956 à Melbourne (avec Edoardo Mangiarotti, Giuseppe Delfino, Carlo Pavesi, Franco Bertinetti et Alberto Pellegrino).
Il est aussi quintuple champion du monde en épée par équipes (en 1950, 1953, 1954, 1955 et 1957), champion du monde en épée individuelle en 1955, et champion d'Italie en 1954.